# Norbert Schulz
Norbert Schulz (* 11. Juni 1961 in Köthen; † 28. Dezember 2012) war ein deutscher Hochschullehrer für Grundschulpädagogik an der Martin-Luther-Universität Halle-Wittenberg.

## Leben
Norbert Schulz wurde in Köthen geboren und besuchte die Polytechnische Oberschule in Weißandt-Gölzau, anschließend legte er 1979 das Abitur an der Erweiterten Oberschule in Köthen ab. Er studierte Deutsch und Musik in Halle mit dem Abschluss Diplomfachlehrer und schloss 1988 nach dreijährigem Forschungsstudium mit dem Doktortitel der Philologie (Dr. phil.) ab. Er wurde wissenschaftlicher Mitarbeiter zunächst an der Pädagogischen Hochschule in Köthen, nach deren Umzug er dann an der Martin-Luther-Universität Halle-Wittenberg tätig war. 2010 wurde er Geschäftsführer der Philosophischen Fakultät III (Erziehungswissenschaften). Seine Schwerpunkte waren vor allem die Kinder- und Jugendliteratur sowie der Umgang mit Lesen und Medien bei Kindern.
Schulz starb am 28. Dezember 2012 und wurde auf dem Gertraudenfriedhof in Halle (Saale) beigesetzt.

## Publikationen (Auswahl)
Monografien
- Die kunsttheoretischen Ansichten Sigmund Freuds, Dissertation, Halle 1989.
- Bunt ist mein Land. Eine Lesereise durch Sachsen-Anhalt, Stuttgart 1994.

als Herausgeber
- Grundschulunterricht 9/2003, Themenschwerpunkt Neue Medien
- Grundschulunterricht 6/2005, Themenschwerpunkt Leseförderung
- Jürgen Jankofsky, Eva Maria Kohl, Norbert Schulz: Poesie & Poetik, Teil 3, Halle 2006.
- Grundschulzeitschrift 5/2007, Themenschwerpunkt. Lust auf Lesen

Aufsätze
- Es ist genau wie in anderen Kinderbüchern. In: Grundschulunterricht, 46. Jahrgang, Heft 7–8, Berlin 1999, S. 14–18.
- Kinder im virtuellen Raum. Die Schreibspuren von Kindern im Internet – eine erste Bestandsaufnahme. In: Grundschulunterricht, 48. Jahrgang, Heft 7–8, Berlin 2001, S. 12–16.
- Kinderlyrik im Internet. In: Grundschulunterricht, 49. Jahrgang, Heft 3, Berlin 2002, S. 33–38.
- „Da saß ich ein bisschen kümmerlich da im Sekretariat…“ Zwei Lehrerinnen und ein Lehrer beschreiben ihren Beginn im neuen Beruf. In: Grundschulunterricht, 49. Jahrgang, Heft 9, Berlin 2002, S. 13–17.
- Ein Internet – Cafè für Kinder. In: Annedore Prengel (Hrsg.): Im Interesse von Kindern. Forschungs- und Handlungsperspektiven in Pädagogik und Kinderpolitik, Juventa, Weinheim und München 2003, S. 313–322.